# The House of Intrigue
The House of Intrigue è un film muto del 1919 diretto da Lloyd Ingraham.

## Produzione
Il film fu prodotto dalla Haworth Pictures Corporation, una piccola compagnia attiva solo dal 1918 al 1922.

## Distribuzione
Distribuito dalla Robertson-Cole Distributing Corporation e dalla Exhibitors Mutual Distributing Company, il film uscì nelle sale cinematografiche statunitensi il 21 settembre 1919.